# Evelyn Abbott
Evelyn Abbott (* 10. März 1843 in Epperstone, Nottinghamshire; † 3. September 1901 in Great Malvern, Worcestershire) war ein englischer Altertumswissenschaftler.

## Leben
Evelyn Abbott war der dritte von fünf Söhnen eines gleichnamigen Landwirts und dessen Gattin Mary Lambe. Nach dem Besuch des Gymnasiums in Lincoln und des Somerset College in Bath absolvierte er ab 1862 seine weitere Ausbildung am Balliol College der Universität Oxford. Im Jahr 1864, mit 21 Jahren, gewann er den Gaisford Prize für griechische Lyrik. Er zeichnete sich nicht nur als Akademiker, sondern auch als Sportler aus. Erst 23-jährig stürzte er aber 1866 beim Hürdenlauf unglücklich, verletzte sich die Wirbelsäule und zog sich wegen zu langer Nichtbehandlung der Verletzung eine unheilbare Beinlähmung zu. Zunächst wurde er Privatlehrer, danach 1870 Lehrer am Clifton College. 1873 konnte er sein Studium am Balliol College abschließen und lehrte hier anfangs vor allem lateinische und griechische Literatur sowie später griechische Geschichte. Er starb 1901 im Alter von 58 Jahren in Knotsford Lodge in Great Malvern und wurde auf dem Redlands Cemetery bei Cardiff beigesetzt.
Zu den literarischen Werken Abbotts zählen u. a. Elements of Greek Accidence (1874), seine als History of Antiquity (6 Bände, 1877–1881) betitelte Übersetzung der Geschichte des Althertums des  deutschen Historikers Maximilian Duncker und vor allem seine History of Greece (3 Bände, 1888–1900). Homers Ilias und Odyssee hielt er für rein dichterischen Ursprungs. Gemeinsam mit dem schottischen Altphilologen Lewis Campbell verfasste er 1897 unter dem Titel Life and Letters of Benjamin Jowett auch eine zweibändige Biographie seines lebenslangen Freundes, des englischen Theologen und Philologen Benjamin Jowett.